# Tesoro di Priamo

Sofia Egkastrōmenou indossa parte del tesoro di Priamo.

Il tesoro di Priamo è un insieme di oggetti in metalli preziosi che Heinrich Schliemann scoprì nel sito dell'antica Troia e che egli attribuì al re Priamo. Gli oggetti, ritrovati nel livello denominato Troia II, appartengono in realtà alla prima metà del III millennio a.C. e sono dunque molto più antichi degli avvenimenti narrati nell'Iliade che, secondo la tradizione, sono collocabili all'inizio del XII secolo a.C.

## Descrizione

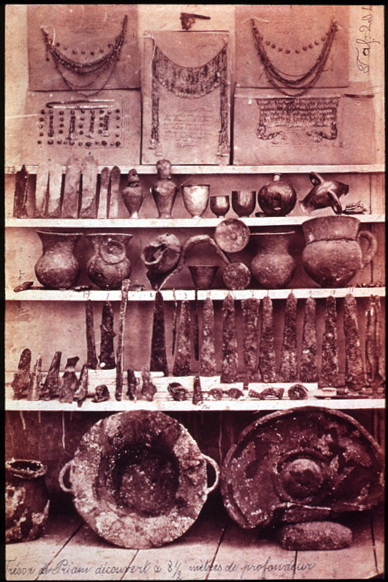
Il tesoro di Priamo, fotografato poco dopo il 1880.

Dopo tre anni di scavi il ritrovamento avvenne alla vigilia della chiusura della campagna archeologica, il 14 luglio 1873, e portò alla luce:
- uno scudo di rame;
- un calderone di rame con manici;
- un oggetto di rame non identificato, forse la chiusura di una cassetta;
- un vaso d'argento contenente due diademi d'oro, tre braccialetti, 8.750 anelli, due piccoli bicchieri, bottoni e altri piccoli oggetti d'oro, i cosiddetti gioielli di Elena;
- un vaso di rame;
- una bottiglia d'oro battuto;
- due coppe d'oro, una battuta e una fusa;
- diversi bicchieri in terracotta rossastra;
- una coppa di elettro;
- sei lame di coltello in argento battuto, che Schliemann ritenne fossero state monete;
- tre vasi d'argento con parti fuse in rame;
- diversi bicchieri e vasi in argento;
- tredici punte di lancia in rame;
- quattordici asce in rame;
- sette daghe in rame;
- altri manufatti in rame tra i quali la chiave di una cassetta.

L'autenticità degli oggetti è stata a più riprese messa in dubbio. In particolare Schliemann avrebbe raccolto e messo insieme nel cosiddetto tesoro di Priamo oggetti provenienti da luoghi diversi, confezionando un falso resoconto del ritrovamento. In particolare alcuni degli oggetti attribuiti al tesoro compaiono anche in foto di scavo scattate nell'anno precedente al ritrovamento.

## La storia degli oggetti dopo la loro scoperta

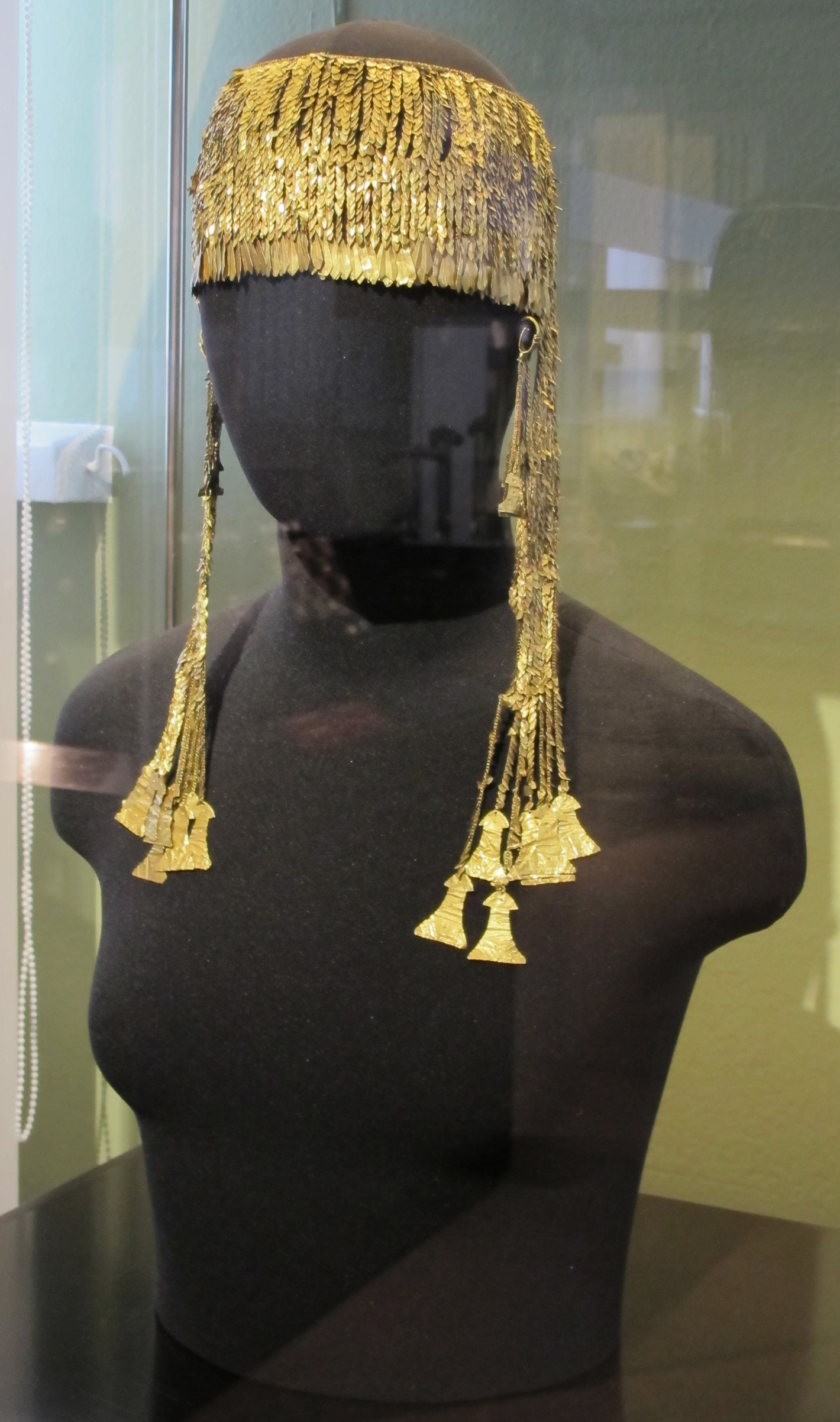
Il cosiddetto Grande diadema, esposto al museo Puskin di Mosca.

Schliemann esportò gli oggetti rinvenuti senza permesso. Come conseguenza l'ufficiale ottomano incaricato di sorvegliare gli scavi fu imprigionato e il governo gli revocò la concessione di scavo da lui già ottenuta e gli richiese una parte del ritrovamento.
In seguito Schliemann inviò alcuni degli oggetti al governo ottomano, in cambio del permesso di scavare nuovamente a Troia. Questa parte del tesoro fu conservata nei musei archeologici di Istanbul.
La parte rimasta in possesso di Schliemann fu invece acquistata nel 1880 dagli allora "Musei Imperiali di Berlino", e fu esposta al Pergamonmuseum.
Nel 1945, tuttavia, gli oggetti scomparvero dal bunker nel quale erano stati sistemati a causa delle vicende belliche, sottratti dall'Armata Rossa sovietica. In tale occasione è probabile che alcuni degli oggetti fossero stati sottratti dai militari e immessi nel mercato nero dell'arte. Durante la guerra fredda i sovietici negarono di conoscere la sorte degli oggetti, ma nel 1993 questi riapparvero nel Museo Puskin di Mosca. Oggi sono conservati in parte in questo museo e in parte nell'Ermitage di San Pietroburgo. Nel 1996 si svolsero senza esito trattative per la loro restituzione alla Germania, ma i direttori dei musei russi dichiararono che dovevano essere trattenuti quali compenso per i danni di guerra nazisti alle città russe.